# Rihwa
Rihwa, pseudonimo di Pak Rihwa (박 리화?, 朴 梨華?; Sapporo, 4 ottobre 1989), è una cantautrice giapponese di origini coreane, affiliata all'agenzia Amuse.

## Biografia
Nata e cresciuta a Sapporo, Rihwa si trasferisce dopo il diploma di scuola media a Belleville, in Canada, dove consegue il diploma di scuola media superiore. Nel 2009 fa ritorno in Giappone, dove intraprende la carriera musicale pubblicando sotto un'etichetta indipendente il singolo Private#1, prima parte di una trilogia discografica uscita nel periodo tra maggio del 2010 e giugno del 2011. Nel 2012 esce l'album di debutto Private#0, e Rihwa si trasferisce a Tokyo per dare uno slancio definitivo alla sua carriera.
Sempre nel 2012 Rihwa firma con la major Toy's Factory, sotto la quale debutta con il singolo Change. Nel 2013 pubblica il singolo Good Love, frutto di una collaborazione con la cantautrice statunitense Michelle Branch. Seguono altri quattro singoli, Last Love, Harukaze, Snowing Day e To: Summer, e il secondo album in studio, Borderless, uscito nel 2014.

## Discografia

### Album
- 2012 - Private#0
- 2014 - Borderless

### Singoli
- 2010 - Private#1
- 2010 - Private#2
- 2011 - Private#3
- 2012 - Change
- 2012 - Yakusoku
- 2013 - Monster no kakurenbo/Good Love
- 2014 - Last Love
- 2014 - Harukaze
- 2015 - Snowing Day
- 2015 - To: Summer